# Polyplax brachyrrhyncha
Polyplax brachyrrhyncha är en insektsart som beskrevs av Carlos Emmons Cummings 1915. Polyplax brachyrrhyncha ingår i släktet Polyplax och familjen ledlöss. Inga underarter finns listade i Catalogue of Life.